# Lepidochrysops azureus
Lepidochrysops azureus är en fjärilsart som beskrevs av Butler 1879. Lepidochrysops azureus ingår i släktet Lepidochrysops och familjen juvelvingar. Inga underarter finns listade i Catalogue of Life.